# 程熟
程熟（？—？），字伯生，號吾潭，直隸大名府開州人，軍籍，明朝政治人物。

## 生平
嘉靖二十八年（1549年）己酉科順天府鄉試第九十一名舉人。嘉靖三十二年（1553年）中式癸丑科會試第一百三十四名，廷試三甲第八十五名進士。都察院观政，授山东章丘知县，守制归。三十五年丙辰拾遗，止。

## 家族
曾祖程鑑，山西按察使；祖父程宣仁；父程萬殊，知縣。母張氏。弟程焘（生员）、程照（监生）。